# Десятка (приток Чулыма)
Десятка — река в Томской области России, правый приток Чулыма. Устье реки находится в 186 км от устья Чулыма по правому берегу. Протяжённость реки 38 км. Высота устья — 81 м.
Возле устья находятся развалины бывшего посёлка Красный Яр с пристанью Усть-Красный Яр.

## Данные водного реестра
По данным государственного водного реестра России относится к Верхнеобскому бассейновому округу, водохозяйственный участок реки — Чулым от водомерного поста села Зырянское до устья, речной подбассейн реки — Чулым. Речной бассейн реки — (Верхняя) Обь до впадения Иртыша.
Код водного объекта — 13010400312115200021780.